# Bundestagswahlkreis Dresden II – Bautzen II
Der Bundestagswahlkreis Dresden II – Bautzen II (Wahlkreis 159; bis zur Bundestagswahl 2021 Wahlkreis 160) ist ein Wahlkreis in Sachsen. Er umfasst die Stadtbezirke Cotta, Klotzsche, Langebrück, Loschwitz, Neustadt und Pieschen sowie die Ortschaften Altfranken, Cossebaude, Gompitz, Mobschatz, Oberwartha, Schönborn, Schönfeld-Weißig und Weixdorf der kreisfreien Stadt Dresden sowie die Gemeinden Arnsdorf, Ottendorf-Okrilla, Radeberg, Wachau und Großröhrsdorf des Landkreises Bautzen.

## Geschichte
Der Bundestagswahlkreis ging aus dem ursprünglichen Bundestagswahlkreis 319 Dresden II hervor, der in diesem Zuschnitt von 1990 bis 2002 existierte und den Norden der Stadt Dresden umfasste.
Aufgrund der Bevölkerungsabnahme in Sachsen wurde für die Bundestagswahl 2002 frühere Wahlkreise neu zugeschnitten, jedoch bereits zur Bundestagswahl 2009 wiederum neu abgegrenzt: Bei den Bundestagswahlen 2002 und 2005 gehörten mehrere Gemeinden des ehemaligen Landkreis Dresden zum nun als Dresden II - Meißen I (Nr. 161) bezeichneten Wahlkreis, welche zuvor dem Bundestagswahlkreis 320 Dresden-Land – Freital – Dippoldiswalde angehörten.
Zur Bundestagswahl 2009 wurden diese Gemeinden dem Bundestagswahlkreis 155 Meißen zugeordnet. Stattdessen kamen im Landkreis Bautzen gelegene Gemeinden hinzu, die zuvor zum aufgelösten Bundestagswahlkreis 156 Kamenz – Hoyerswerda – Großenhain gehörten. Somit entstand der Wahlkreis Dresden II – Bautzen II.
| Wahl      | Wahlkreisname               | Gebiet |
| --------- | --------------------------- | --- |
| 1990–1998 | 319 Dresden II              | In der kreisfreien Stadt Dresden die ehemaligen Stadtbezirke Mitte, Nord und West |
| 2002–2005 | 161 Dresden II – Meißen I   | In Dresden die Stadtbezirke Cotta, Klotzsche, Loschwitz, Neustadt und Pieschen sowie die Ortschaften Altfranken, Cossebaude, Gompitz, Langebrück, Mobschatz, Oberwartha, Schönborn, Schönfeld-Weißig und Weixdorf, vom Landkreis Meißen die Gemeinden Coswig, Radebeul, Radeburg, Moritzburg, Niederau und Weinböhla                       |
| 2009      | 161 Dresden II – Bautzen II | von Dresden die Stadtbezirke Cotta, Klotzsche, Loschwitz, Neustadt und Pieschen sowie die Ortschaften Altfranken, Cossebaude, Gompitz, Langebrück, Mobschatz, Oberwartha, Schönborn, Schönfeld-Weißig und Weixdorf, vom Landkreis Bautzen die Gemeinden Arnsdorf, Ottendorf-Okrilla, Radeberg, Wachau, Bretnig-Hauswalde und Großröhrsdorf |
| 2013–2021 | 160 Dresden II – Bautzen II | von Dresden die Stadtbezirke Cotta, Klotzsche, Loschwitz, Neustadt und Pieschen sowie die Ortschaften Altfranken, Cossebaude, Gompitz, Langebrück, Mobschatz, Oberwartha, Schönborn, Schönfeld-Weißig und Weixdorf, vom Landkreis Bautzen die Gemeinden Arnsdorf, Ottendorf-Okrilla, Radeberg, Wachau, Bretnig-Hauswalde und Großröhrsdorf |
| 2025–     | 159 Dresden II – Bautzen II | von Dresden die Stadtbezirke Cotta, Klotzsche, Loschwitz, Neustadt und Pieschen sowie die Ortschaften Altfranken, Cossebaude, Gompitz, Langebrück, Mobschatz, Oberwartha, Schönborn, Schönfeld-Weißig und Weixdorf, vom Landkreis Bautzen die Gemeinden Arnsdorf, Ottendorf-Okrilla, Radeberg, Wachau, Bretnig-Hauswalde und Großröhrsdorf |

## Wahlkreisabgeordnete
| Wahl | Abgeordneter | Abgeordneter      | Partei | Stimmen in % |
| ---- | ------------ | ----------------- | ------ | ------------ |
| 1990 |              | Johannes Nitsch   | CDU    | 46,5         |
| 1994 | 46,9         | Johannes Nitsch   | CDU    |              |
| 1998 |              | Arnold Vaatz      | CDU    | 37,1         |
| 2002 | 37,0         | Arnold Vaatz      | CDU    |              |
| 2005 | 35,2         | Arnold Vaatz      | CDU    |              |
| 2009 | 36,4         | Arnold Vaatz      | CDU    |              |
| 2013 | 41,8         | Arnold Vaatz      | CDU    |              |
| 2017 | 25,5         | Arnold Vaatz      | CDU    |              |
| 2021 |              | Lars Rohwer       | CDU    | 18,6         |
| 2025 |              | Matthias Rentzsch | AfD    | 29,9         |

Im Wahlkreis 320 Dresden-Land… errang Rainer Jork (CDU) aus Radebeul bei den Wahlen 1990, 1994 und 1998 jeweils das Direktmandat.

## Wahlergebnisse

### Bundestagswahl 2025
| Kandidaten                                             | Kandidaten                     | Parteien/Listen       | Erststimmen | Erststimmen | Zweitstimmen | Zweitstimmen |
| Kandidaten                                             | Kandidaten                     | Parteien/Listen       | Stimmen     | %           | Stimmen      | %            |
| ------------------------------------------------------ | ------------------------------ | --------------------- | ----------- | ----------- | ------------ | ------------ |
|                                                        | Stephan Schumann               | SPD                   | 18.245      | 9,4         | 16.601       | 8,5          |
|                                                        | Lars Rohwer                    | CDU                   | 47.107      | 24,2        | 35.306       | 18,1         |
|                                                        | Merle Spellerberg              | Bündnis 90/Die Grünen | 22.140      | 11,4        | 25.517       | 13,1         |
|                                                        | Benita Horst                   | FDP                   | 5.130       | 2,6         | 6.947        | 3,6          |
|                                                        | Matthias Rentzschgewählt im WK | AfD                   | 58.238      | 29,9        | 55.900       | 28,6         |
|                                                        | Clara Bünger                   | Die Linke             | 31.961      | 16,4        | 31.001       | 15,9         |
|                                                        | Theodor Benad                  | Freie Wähler          | 3.253       | 1,7         | 1.883        | 1,0          |
|                                                        | –                              | Tierschutzpartei      | –           | –           | 2.046        | 1,0          |
|                                                        | Melanie Buntrock               | Die PARTEI            | 3.145       | 1,6         | 1.412        | 0,7          |
|                                                        | –                              | Piraten               | –           | –           | 514          | 0,3          |
|                                                        | Sina Alex                      | Volt                  | 3.724       | 1,9         | 2.142        | 1,1          |
|                                                        | –                              | PdH                   | –           | –           | 222          | 0,1          |
|                                                        | Andrea Ebert                   | MLPD                  | 337         | 0,2         | 102          | 0,1          |
|                                                        | Steffen Große                  | Bündnis Deutschland   | 1.498       | 0,8         | 614          | 0,3          |
|                                                        | –                              | BSW                   | –           | –           | 15.249       | 7,8          |
| Gesamt                                                 | Gesamt                         | Gesamt                | 194.778     | 100         | 195.456      | 100          |
|                                                        |                                |                       |             |             |              |              |
| Ungültige Stimmen                                      | Ungültige Stimmen              | Ungültige Stimmen     | 1.555       | 0,8         | 877          | 0,4          |
| Wähler                                                 | Wähler                         | Wähler                | 196.333     | 84,1        | 196.333      | 84,1         |
| Wahlberechtigte                                        | Wahlberechtigte                | Wahlberechtigte       | 233.483     |             | 233.483      |              |
|                                                        |                                |                       |             |             |              |              |
| Quellen: Die Bundeswahlleiterin, Kandidaten – Ergebnis |                                |                       |             |             |              |              |

### Bundestagswahl 2021
Die 18,6 Prozent aller Erststimmen, die der Wahlkreisgewinner Lars Rohwer in seinem Wahlkreis erreichte, stellen das niedrigste Resultat in der deutschen Geschichte dar, das einem Kandidaten ausreichte, um bei einer Bundestagswahl ein Direktmandat zu erlangen. Sein Vorsprung auf den Zweitplatzierten Andreas Harlaß betrug nur 35 Stimmen.
| Kandidaten                       | Kandidaten               | Parteien/Listen      | Erststimmen | Erststimmen | Zweitstimmen | Zweitstimmen |
| Kandidaten                       | Kandidaten               | Parteien/Listen      | Stimmen     | %           | Stimmen      | %            |
| -------------------------------- | ------------------------ | -------------------- | ----------- | ----------- | ------------ | ------------ |
|                                  | Andreas Harlaß           | AfD                  | 34.979      | 18,6        | 36.003       | 19,2         |
|                                  | Lars Rohwergewählt im WK | CDU                  | 35.014      | 18,6        | 26.037       | 13,8         |
|                                  | Silvio Lang              | Linke                | 22.160      | 11,8        | 20.913       | 11,1         |
|                                  | Stephan Schumann         | SPD                  | 28.700      | 15,3        | 30.620       | 16,3         |
|                                  | Silke Müller             | FDP                  | 20.711      | 11,0        | 22.884       | 12,2         |
|                                  | Merle Spellerberg        | Grüne                | 25.527      | 13,6        | 31.265       | 16,6         |
|                                  | -                        | Tierschutzpartei     | –           | –           | 3.271        | 1,7          |
|                                  | Charlotte Brock          | Die PARTEI           | 4.292       | 2,3         | 3.252        | 1,7          |
|                                  | -                        | NPD                  | –           | –           | 307          | 0,2          |
|                                  | Korvin Lemke             | FREIE WÄHLER         | 3.309       | 1,8         | 3.464        | 1,8          |
|                                  | Anne Herpertz            | Piraten              | 2.694       | 1,4         | 1.709        | 0,9          |
|                                  | Florian Busch            | ÖDP                  | 1.054       | 0,6         | 641          | 0,3          |
|                                  | -                        | V-Partei3            | –           | –           | 226          | 0,1          |
|                                  | Günter Slave             | MLPD                 | 298         | 0,2         | 150          | 0,1          |
|                                  | Anke Althoff             | dieBasis             | 3.726       | 2,0         | 3.661        | 1,9          |
|                                  | -                        | Bündnis C            | –           | –           | 256          | 0,1          |
|                                  | -                        | III. Weg             | –           | –           | 188          | 0,1          |
|                                  | -                        | DKP                  | –           | –           | 128          | 0,1          |
|                                  | -                        | Die Humanisten       | –           | –           | 424          | 0,2          |
|                                  | Andreas Kabus            | Gesundheitsforschung | 1.366       | 0,7         | 1.099        | 0,6          |
|                                  | -                        | Team Todenhöfer      | –           | –           | 607          | 0,3          |
|                                  | -                        | Volt                 | –           | –           | 900          | 0,5          |
|                                  | Michael Gründler         | BüSo                 | 210         | 0,1         | –            | –            |
|                                  | Frank Hannig             | Einzelbewerber       | 3.223       | 1,7         | –            | –            |
|                                  | Jens Düvelshaupt         | Einzelbewerber       | 497         | 0,3         | –            | –            |
| Gesamt                           | Gesamt                   | Gesamt               | 187.760     | 100         | 188.005      | 100          |
|                                  |                          |                      |             |             |              |              |
| Ungültige Stimmen                | Ungültige Stimmen        | Ungültige Stimmen    | 1.649       | 0,9         | 1.404        | 0,7          |
| Wähler                           | Wähler                   | Wähler               | 189.409     | 80,8        | 189.409      | 80,8         |
| Wahlberechtigte                  | Wahlberechtigte          | Wahlberechtigte      | 234.432     |             | 234.432      |              |
|                                  |                          |                      |             |             |              |              |
| Quellen: Die Bundeswahlleiterin, |                          |                      |             |             |              |              |

### Bundestagswahl 2017
| Kandidaten                     | Kandidaten                | Parteien/Listen       | Erststimmen | Erststimmen | Zweitstimmen | Zweitstimmen |
| Kandidaten                     | Kandidaten                | Parteien/Listen       | Stimmen     | %           | Stimmen      | %            |
| ------------------------------ | ------------------------- | --------------------- | ----------- | ----------- | ------------ | ------------ |
|                                | Arnold Vaatzgewählt im WK | CDU                   | 47.185      | 25,5        | 42.792       | 23,1         |
|                                | Tilo Kießling             | Die Linke.            | 32.397      | 17,5        | 32.040       | 17,3         |
|                                | Richard Kaniewski         | SPD                   | 20.593      | 11,1        | 17.977       | 9,7          |
|                                | Anka Willms               | AfD                   | 41.202      | 22,3        | 43.126       | 23,3         |
|                                | Stephan Kühn              | Bündnis 90/Die Grünen | 15.839      | 8,6         | 16.588       | 9,0          |
|                                | Jens Baur                 | NPD                   | 15.839      | 8,6         | 16.588       | 9,0          |
|                                | Christoph Blödner         | FDP                   | 12.843      | 7,0         | 17.684       | 9,6          |
|                                | Martin Schulte-Wissermann | Piraten               | 2.697       | 1,5         | 1.501        | 0,8          |
|                                | Astrid Beier              | Freie Wähler          | 2.768       | 1,5         | 1.927        | 1,0          |
|                                | Brigitta Gründler         | BüSo                  | 499         | 0,3         | 219          | 0,1          |
|                                | Günter Slave              | MLPD                  | 372         | 0,2         | 255          | 0,1          |
|                                | –                         | BGE                   | –           | –           | 1.041        | 0,6          |
|                                | –                         | DiB                   | –           | –           | 758          | 0,4          |
|                                | Sebastian Andreas Högen   | ÖDP                   | 2.141       | 1,2         | 1.100        | 0,6          |
|                                | Steffen Retzlaff          | Die PARTEI            | 4.997       | 2,7         | 3.850        | 2,1          |
|                                | –                         | Tierschutzpartei      | –           | –           | 2.530        | 1,4          |
|                                | –                         | V-Partei              | –           | –           | 404          | 0,2          |
| Gesamt                         | Gesamt                    | Gesamt                | 184.693     | 100         | 185.164      | 100          |
|                                |                           |                       |             |             |              |              |
| Ungültige Stimmen              | Ungültige Stimmen         | Ungültige Stimmen     | 2.125       | 1,1         | 1.654        | 0,9          |
| Wähler                         | Wähler                    | Wähler                | 186.818     | 79,3        | 186.818      | 79,3         |
| Wahlberechtigte                | Wahlberechtigte           | Wahlberechtigte       | 235.464     |             | 235.464      |              |
|                                |                           |                       |             |             |              |              |
| Quellen: Der Bundeswahlleiter, |                           |                       |             |             |              |              |

### Bundestagswahl 2013
| Kandidaten                     | Kandidaten                 | Parteien/Listen       | Erststimmen | Erststimmen | Zweitstimmen | Zweitstimmen |
| Kandidaten                     | Kandidaten                 | Parteien/Listen       | Stimmen     | %           | Stimmen      | %            |
| ------------------------------ | -------------------------- | --------------------- | ----------- | ----------- | ------------ | ------------ |
|                                | Arnold Vaatzgewählt im WK  | CDU                   | 71.227      | 41,8        | 66.092       | 38,6         |
|                                | Tilo Kießling              | Die Linke.            | 32.588      | 19,1        | 31.059       | 18,1         |
|                                | Thomas Blümel              | SPD                   | 25.150      | 14,8        | 23.943       | 14,0         |
|                                | Matteo Böhme               | FDP                   | 3.471       | 2,0         | 5.405        | 3,2          |
|                                | Stephan Kühn               | Bündnis 90/Die Grünen | 16.650      | 9,8         | 16.304       | 9,5          |
|                                | Jens Baur                  | NPD                   | 5.849       | 3,4         | 4.590        | 2,7          |
|                                | Marco Hebestadt            | BüSo                  | 852         | 0,5         | 400          | 0,2          |
|                                | Günter Paul Slave          | MLPD                  | 554         | 0,3         | 273          | 0,2          |
|                                | –                          | AfD                   | –           | –           | 11.930       | 7,0          |
|                                | –                          | pro Deutschland       | –           | –           | 439          | 0,3          |
|                                | Steffen Große              | Freie Wähler          | 6.216       | 3,6         | 3.250        | 1,9          |
|                                | Anna Katharina Vogelgesang | Piraten               | 7.841       | 4,6         | 7.508        | 4,4          |
| Gesamt                         | Gesamt                     | Gesamt                | 170.398     | 100         | 171.193      | 100          |
|                                |                            |                       |             |             |              |              |
| Ungültige Stimmen              | Ungültige Stimmen          | Ungültige Stimmen     | 3.091       | 1,8         | 2.296        | 1,3          |
| Wähler                         | Wähler                     | Wähler                | 173.489     | 73,6        | 173.489      | 73,6         |
| Wahlberechtigte                | Wahlberechtigte            | Wahlberechtigte       | 235.691     |             | 235.691      |              |
|                                |                            |                       |             |             |              |              |
| Quellen: Der Bundeswahlleiter, |                            |                       |             |             |              |              |

### Bundestagswahl 2009
| Kandidaten                     | Kandidaten                | Parteien/Listen   | Erststimmen | Erststimmen | Zweitstimmen | Zweitstimmen |
| Kandidaten                     | Kandidaten                | Parteien/Listen   | Stimmen     | %           | Stimmen      | %            |
| ------------------------------ | ------------------------- | ----------------- | ----------- | ----------- | ------------ | ------------ |
|                                | Arnold Vaatzgewählt im WK | CDU               | 55.401      | 36,4        | 51.621       | 33,8         |
|                                | Ines Vogel                | SPD               | 22.268      | 14,6        | 21.518       | 14,1         |
|                                | Klaus Sühl                | Die Linke.        | 29.679      | 19,5        | 30.870       | 20,2         |
|                                | Jan Mücke                 | FDP               | 18.204      | 12,0        | 21.783       | 14,3         |
|                                | Stephan Kühn              | B 90/Grüne        | 18.871      | 12,4        | 19.978       | 13,1         |
|                                | Jens Baur                 | NPD               | 4.389       | 2,9         | 4.501        | 2,9          |
|                                | Toni Kästner              | BüSo              | 1.597       | 1,0         | 1.569        | 1,0          |
|                                | –                         | REP               | –           | –           | 366          | 0,2          |
|                                | Günter Paul Slave         | MLPD              | 436         | 0,3         | 391          | 0,3          |
|                                | Lukas Welke               | Einzelbewerber    | 1.436       | 0,9         | –            | –            |
| Gesamt                         | Gesamt                    | Gesamt            | 152.281     | 100         | 152.597      | 100          |
|                                |                           |                   |             |             |              |              |
| Ungültige Stimmen              | Ungültige Stimmen         | Ungültige Stimmen | 2.328       | 1,5         | 2.012        | 1,3          |
| Wähler                         | Wähler                    | Wähler            | 154.609     | 66,9        | 154.609      | 66,9         |
| Wahlberechtigte                | Wahlberechtigte           | Wahlberechtigte   | 231.247     |             | 231.247      |              |
|                                |                           |                   |             |             |              |              |
| Quellen: Der Bundeswahlleiter, |                           |                   |             |             |              |              |